# Smbat I. Kilikijski
Smbat I. (armensko Սմբատ, latinizirano: Smbat) je bil deveti kralj  Armenskega kraljestva Kilikija, ki je vladal od leta 1296 do 1298, * 1277, † 1308.  
Bil je sin kralja Leona II. in Keran Lampronske in član Hetumidske dinastije. 
Na prestol je prišel s pomočjo svojega brata Konstantina, medtem ko sta bila njuna brata Hetum II. in Toros v bizantinski prestolnici Konstantinoplu. Leta 1297 je Smbat odšel na dvor ilkana Gazana, mongolskega vladarja Irana, in  uspel dobiti priznanje svojega položaja kralja, s čimer je legaliziral svojo uzurpacijo prestola. Od mongolskega ilkana je prejel tudi nevesto, morda njegovo sorodnico.
Hetuma II. in Torosa so na poti domov ujeli in zaprli v trdnjavo Parcerpert. Hetuma so na Smbatov ukaz oslepili z vročim železom, Torosa pa leta 1298 na Smbatov ukaz umorili. Brat Konstantin je nato prestopil na Hetumovo stran in mu pomagal strmoglaviti Smbata. Dokler se ni Hetumu povrnil del vida, je sam vladal Kilikijski Armeniji kot Konstantin III. Kmalu po Hetumovi vrnitvi na prestol sta Smbat in Konstantin skovala novo zaroto, a sta bila odkrita in do konca življenja zaprta. 